# CFR 8001–8010
Die Dampflokomotiven CFR 8001–8010 wurden 1901 von der rumänischen Staatsbahn Căile Ferate Române (CFR) bei dem italienischen Hersteller Breda beschafft. Die Vierzylinder-Verbundlokomotiven der Bauart de Glehn hatten die Achsfolge 2’C. Sie wurden zur Beförderung schwerer Personen- und Schnellzüge eingesetzt.

## Geschichte
Vor 1900 besaß die CFR lediglich zweifach gekuppelte Schnellzuglokomotiven, die 2’B n2 CFR 28–33, die 1887 von Hartmann gebaut worden waren, sowie vor allem die 1’B1’ n2 (Orleanstype) der CFR 20–27 von Hanomag und  CFR 455–499 von der Lokomotivfabrik der StEG, die in den Jahren 1887 und 1892/93 entstanden waren. Angesichts der gestiegenen Zuggewichte und des wachsenden Verkehrs konnte die Orleanstype auf Strecken mit größeren Steigungen nicht mehr wirtschaftlich eingesetzt werden, weshalb die CFR die ersten Schnellzuglokomotiven mit drei Kuppelachsen beschaffte.
1901 baute Breda in Mailand zehn Nassdampf-Vierzylinder-Verbundlokomotiven unter den Fabriknummern 524 bis 533, die CFR reihte sie mit den Nummern 8001 bis 8010 ein.
Sie blieben die einzigen von der CFR beschafften Verbundlokomotiven, wenn auch nach 1918 weitere Verbundlokomotiven der k.k. österreichischen Staatsbahnen und der ungarischen Magyar Királyi Államvasutak zur CFR kamen. Die nächsten von der CFR beschafften Schnellzuglokomotiven der CFR-Baureihe 231 erhielten ein Vierzylindertriebwerk mit einfacher Dampfdehnung.
Vor dem Ersten Weltkrieg bespannten die Lokomotiven unter anderem den Orient-Express.
Nach dem Krieg war die Lokomotive 8008 abgestellt.

## Technische Merkmale
Der in der üblichen Bauweise ausgeführte Lokomotivkessel war für einen Betriebsdruck von 15 bar ausgelegt und hatte eine Rostfläche von 2,5 m², die wasserberührte Heizfläche betrug 161,0 m². Die Feuerbüchse wurde so schmal gehalten, dass sie noch zwischen den Rahmen eingesetzt werden konnte. Die 232 Heizrohre hatten einen Durchmesser von 50/45 mm
Der Blechrahmen (Plattenrahmen) war innenliegend ausgeführt, vorne war er durch das innengelegene und aus einem Stück bestehende Niederdruckzylindergussstück sowie zwischen den beiden Hochdruckzylindern durch eine kräftige Blechverbindung, die auch als Träger der Führungslineale fungierte, durch eine kräftige Verbindung vor der Feuerbüchse und den vorderen und rückwärtigen Zugkasten versteift. Von diesen Verbindungen waren das sattelförmige Zylindergussstück, die Verbindung zu den Hochdruckzylindern und die vor der Feuerbüchse gelegenen Verbindungen zum Tragen des Zylinderkessels und der Rauchkammer herangezogen. Die Feuerbüchse war auf zwei rechts und links angebrachte Gleitträger abgestützt.
Das Vierzylinderverbundtriebwerk war in der Ausführung nach de Glehn angeordnet, die beiden außenliegenden Hochdruckzylinder trieben die vierte Achse (zweite Kuppelachse) an, die innerhalb des Rahmens angeordneten Niederdruckzylinder die dritte Achse (erste Kuppelachse). Die Kurbeln der Hoch- und Niederdruckzylinder einer Seite waren um je 180° gegeneinander versetzt, die Kurbeln einer Seite gegenüber der anderen um jeweils 90°. Die Dampfverteilung erfolgte über Flachschieber, die von vier getrennten Steuerungen bewegt wurden. Das Volumenverhältnis der Zylinder betrug 1:2,5. Die Steuerungen waren durch eine Reversierstange so verbunden, dass die Füllung der Niederdruckzylinder um 10 bis 20 % größer war. Um aus jeder Kurbelstellung eine sichere Anfahrt zu ermöglichen, war am Zylinderkessel ein Hahn vorhanden, mit dem der Lokomotivführer den Niederdruckzylindern Frischdampf zuführen konnte.
Das Drehgestell hatte beidseitig ein Seitenspiel von 25 mm. Damit wurde ein ruhiger Lauf in der Geraden und in Kurvenradien bis zu 190 m gewährleistet. Die Rückstellung des Drehgestells wurde mit Federkraft bewirkt, die Belastung durch seitliche Reibplatten, die direkt auf den beiden Tragfedern ruhten, übertragen. Die Tragfedern waren mittig zwischen den beiden Achsen angeordnet und an je einem mit seinen Enden auf den Achslagergehäusen abgestützten Längsbalancier aufgehängt. Diese Konstruktion sollte eine möglichst gleichmäßige Belastung aller vier Achslager bewirken und ein Heißlaufen vermeiden. Die Federn der übrigen Achsen lagen unterhalb der Achslager, die der beiden Treibachsen waren durch Längsbalancier verbunden.
Die Lokomotiven besaßen die gleiche Ausrüstung wie die Orleanstype: Sicherheitsventile Bauart Ramsbottom, Geschwindigkeitsmesser der Bauart Haußhälter, zwei saugende Injektoren und eine Hochdruckdampfheizung.
Die Westinghouse-Bremse wirkte auf alle Kuppelräder und die Sandstreueinrichtung Bauart Brüggemann sandete die erste Treibachse von vorn.
Der dreiachsige Schlepptender besaß einen Außenrahmen und einen zwischen die Räder reichenden Wasserkasten. Die beiden hinteren Achsen waren durch einen Balancier verbunden, der Tender fasste 15 m³ Wasser und 8 m³ Brennstoff.